# التقاليد البيروية (رواية)
التقاليد البيروفية (بالإسبانية:Tradiciones peruanas)، هو عنوان رواية تتألف من مجموعة قصص تاريخية خيالية متسلسلة كتبها المؤلف البيروفي ريكاردو بالما ، ونشرت في الصحف والمجلات على مدى عدة سنوات.

## ملخص الرواية
التقاليد البيروفية هي مجموعة قصص قصيرة عن رواية تاريخية تروي، بطريقة مسلية وبلغة سلسة ومشوقة، أحداثا خيالية مستلهمة من أحداث تاريخية واقعية مهمة، تتناول مختلف مراحل الحياة التي مرت بها شعوب بيرو، وشرح عاداتهم وتقاليدهم. وعلى الرغم من أن قيمة الرواية كمصدر تاريخي محدودة ولا يمكن الاعتماد عليها كمرجع، إلا أن قيمتها الأدبية كرواية تبقى كبيرة وقيمة.